# 尙志 (嘉靖進士)
尚志（1476年—？年），字士先，金吾左衛軍籍，山西高平縣人。明朝政治人物。

## 生平
治《書經》，行十二，正德八年（1513年）癸酉科順天府鄉試第六十七名舉人，年四十八歲中式嘉靖二年（1523年）癸未科會試第一百六十九名，第三甲第六十七名進士。

## 家族
曾祖尚整。祖父尚鹤。父尚宽。母劉氏。永感下。兄壽、福、禄。